# Ofrecimiento de obras
En el catolicismo romano, el ofrecimiento de obras, también llamada la ofrenda matutina, ya que tal ofrecimiento de obras suele hacerse nada más despertarse, es una oración que reza un individuo al comienzo del día para consagrarse a Jesucristo. Esta práctica ha estado tradicionalmente asociada al Apostolado de la Oración. Aunque desde 1929 el Papa ha añadido una intención general y otra misionera a la tradicional oración de ofrenda matutina de cada mes, el Papa Francisco ha restaurado esto a la intención original, única y mensual. Con el tiempo se han sugerido otras formas de la oración de ofrenda de la mañana.

## Historia y base teológica
La ofrenda matutina ha sido una práctica antigua en la Iglesia, pero comenzó a difundirse en gran medida a través del Apostolado de la Oración, iniciado por el P. Francisco X. Gautrelet, S.J., y especialmente a través del libro escrito por otro jesuita, el P. Henri Ramière, S.J., quien en 1861 adaptó el Apostolado de la Oración para las parroquias y diversas instituciones católicas, y lo dio a conocer mediante su libro "El Apostolado de la Oración" que ha sido traducido a muchos idiomas.

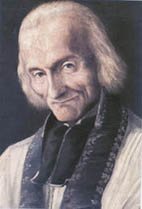
Juan María Vianney

Las raíces históricas de tal práctica se remontan a quienes, como  Santa Matilde (1241-1298), tuvieron visiones de Jesucristo y transmitieron las siguientes palabras de Jesús: "Cuando te despiertes por la mañana, que tu primer acto sea saludar a mi Corazón y ofrecerme el tuyo. ...Quien exhale un suspiro hacia Mí desde el fondo de su corazón cuando se despierte por la mañana y me pida que trabaje en él todas sus obras a lo largo del día, me atraerá hacia él. ...Porque nunca un hombre exhala un suspiro de anhelante aspiración hacia Mí sin atraerme más cerca de él de lo que estaba antes".
San Juan María Vianney también ha dicho: "Todo lo que hacemos sin ofrecerlo a Dios es un desperdicio". Los autores católicos animan a repetir esta ofrenda a lo largo del día, especialmente al comienzo del trabajo profesional que ocupa gran parte de cada jornada.
El Catecismo de la Iglesia Católica afirma:
El cristiano comienza su jornada, sus oraciones y sus actividades con la Señal de la Cruz: "en el nombre del Padre y del Hijo y del Espíritu Santo. Amén". El bautizado dedica el día a la gloria de Dios e invoca la gracia del Salvador que le permite actuar en el Espíritu como hijo del Padre.
El otro elemento de esta teología es el trabajo real realizado con espíritu de excelencia en consonancia con la intención de ofrecer algo "digno" a la santidad, majestad y bondad de nuestro Dios.
Esta teología se apoya también en la revelación privada. La hermana Josefa Menéndez (1890-1923) relató que escuchó a Jesucristo decirle: "Cuando te despiertes, entra enseguida en Mi Corazón, y cuando estés en él, ofrece a Mi Padre todas tus acciones unidas a las pulsaciones de Mi Corazón. ...Si [una persona está] ocupada en un trabajo sin valor en sí mismo, si lo baña en Mi Sangre o lo une al trabajo que Yo mismo hice durante Mi vida mortal, beneficiará mucho a las almas, ... más, quizás, que si hubiera predicado a todo el mundo".

## Práctica
La ofrenda matutina está pensada para ser rezada a primera hora de la mañana, al levantarse. En su forma más simple, una ofrenda matutina no es más que una breve oración que reconoce la presencia de Dios, y pone el día que tiene por delante en las manos de Dios. Se proponen muchas formas de esta ofrenda en el sitio web del Apostolado de la Oración.
La tradicional Ofrenda matutina al Sagrado Corazón de Jesús fue compuesta por el jesuita francés P. François-Xavier Gautrelet en 1844. Refleja la Alianza de los Corazones de Jesús y María.
Ofrenda Matutina Tradicional
Oh Jesús, por el Inmaculado Corazón de María, te ofrezco mis oraciones, trabajos, alegrías, sufrimientos de este día, en unión con el Santo Sacrificio de la Misa en todo el mundo. Ofrezco por todas las intenciones de tu Sagrado Corazón; la salvación de las almas, la reparación del pecado, la reunión de todos los cristianos; las ofrezco por las intenciones de nuestros obispos y de todos los miembros del Apostolado de la Oración, y en particular por la intención recomendada por el Santo Padre en este mes.
Oración de ofrenda diaria de los niños
Por amor a mí viniste a la tierra; diste tu vida por mí. Por eso cada día me das ahora. Yo te devuelvo con alegría. Toma todas mis risas, todas mis lágrimas, cada pensamiento, cada palabra, cada acto. Y que sean mi oración de todo el día, para ayudar a todos los necesitados.
Revelación de Santa Mechtilde, con otros dos místicos
Querido Señor, adoro tu Sagrado Corazón, en el que deseo entrar con actos de amor, alabanza, adoración y acción de gracias. Te ofrezco mi propio corazón suspirando a Ti desde sus profundidades, pidiendo que Tú actúes a través de mí en todo lo que haga en este día; así te atraeré más cerca de mí de lo que estabas antes. Te ofrezco todas las cruces y sufrimientos del mundo, en unión con Tu vida en la tierra, en expiación de los pecados. Une todos mis actos y latidos a las pulsaciones de Tu Corazón. Uno todas mis obras de este día a aquellas labores que realizaste mientras estabas en la tierra, bañándolas en Tu Preciosa Sangre, y las ofrezco al Padre Celestial para que muchas almas se salven. Amén.